# Limbi austroneziene
Limbile austroneziene sunt o familie de limbi vorbite pe insulele din sud-estul Asiei și Oceanul Pacific, Madagascar, Taiwan, precum și în partea continentală a Asiei. Câteva exemple de limbi austroneziene sunt: cebuană, samoană, tagalog și waray-waray.

## Caracteristici
Denumirea provine din cuvântul latin auster „vântul din sud” (vezi și austrul din sud-vestul României) și din grecescul νῆσος (nêsos) „insulă”. Majoritatea limbilor din această familie sunt oficiale.